# Кредаро
Кредаро (итал. Credaro) — коммуна в Италии, находится в регионе Ломбардия, подчиняется административному центру Бергамо.
Население составляет 2296 человек, плотность населения составляет 765 чел./км². Занимает площадь 3 км². Почтовый индекс — 24060. Телефонный код — 035.
Покровителем коммуны почитается святой великомученик Георгий, празднование 23 апреля.